# Оперативная группа (войск)

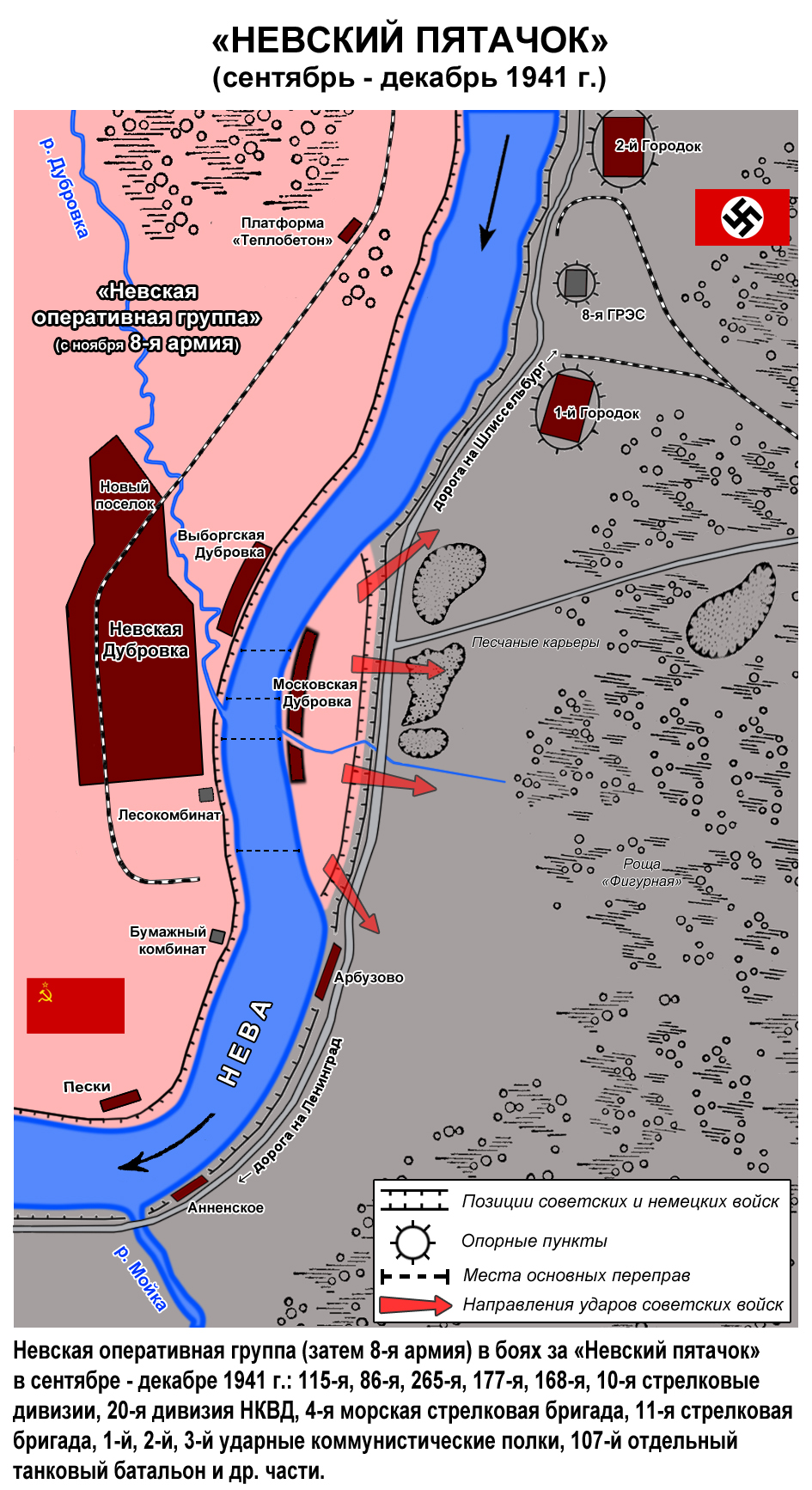
Невская оперативная группа советских войск на Невском пятачке в блокадном Ленинграде

Оперативная группа войск — временное оперативное (оперативно-стратегическое) объединение родов войск (сил) видов вооружённых сил, которое состоит из формирований одного или нескольких родов войск (сил) (иногда разных видов вооружённых сил), созданное для выполнения отдельных оперативных заданий самостоятельно или в составе высшего воинского формирования (фронта, группы армий) для действий на оперативном направлении или участке.

## История
Во Вторую мировую войну оперативные группы образовывались в составе каждой страны-участницы, их состав был разнородный и зависел от характера задания, который накладывался на это объединение войск, и общей оперативной обстановки. Оперативная группа образовывалась для выполнения совместно с другими объединениями заданной операции в рамках крупной наступательной или оборонительной операции. Необходимость создания оперативной группы чаще возникала при ведении военных действий на широком фронте или на труднодоступной местности, если условия управления войсками, действовавшими на разных отдалённых направлениях, были сложными. Для управления военными действиям войск, входивших в состав оперативной группы, выбирался командир (начальник). В роли органа управления оперативной группой использовался штаб одного из объединений, входивших в группу.
На некоторых фронтах временные группировки войск подобного состава назывались армейскими группами. Они вели наступательные действия, защищали оперативные направления или прикрывали промежутки между армиями и фронтами. Армейские группы подчинялись в оперативном отношении фронту. Так, в вермахте армейские группы образовывались для ведения наступательных действий на направлениях главных ударов. В их состав нередко входила значительная часть сил группы армий. 
В ходе Смоленского сражения ряд армий Западного фронта были разгромлены. Из остатков войск армий были сформированы оперативные группы: полковника А. И. Лизюкова, генерал-лейтенанта С. А. Калинина, генерал-майора К. К. Рокоссовского, В. А. Хоменко, И. И. Масленникова, В. Я. Качалова, из групп которых, в дальнейшем, были сформированы новые армии. 
В сентябре 1941 года в частях ГМЧ КА были созданы Оперативные группы ГМЧ (ОГ ГМЧ) фронтов, а в ноябре 1941 года и армейские оперативные группы (АОГ ГМЧ).
Оперативной группой также называют группу офицеров со средствами связи, которая направляется штабом объединения для руководства деятельностью войск, которые исполняют какую-то частную задачу в отрыве от основных сил (во время перегруппировки, сосредоточения в новом районе, ведения боевых действий на отдалённом участке фронта и так далее). Иногда оперативная группа организовывает и поддерживает связь со штабами соседних объединений и взаимодействует при совместном выполнении задач. Состав и оснащение оперативной группы зависит от назначения и характера выполняемой задачи.

## Формирования
Ниже представлены (не все) некоторые формирования:
- Группа войск курского направления
- Группа войск Волховского направления
- Группа войск Селивачева
- Новгородская армейская оперативная группа
- Невская оперативная группа
- Оперативная группа Н. Ф. Ватутина
- Оперативная группа российских войск в Приднестровье